# Azteca trailii
Azteca trailii is een mierensoort uit de onderfamilie van de Dolichoderinae. De wetenschappelijke naam van de soort is voor het eerst geldig gepubliceerd in 1893 door Carlo Emery.